# 紫白风毛菊
紫白风毛菊（学名：Saussurea porphyroleuca）是菊科风毛菊属的植物，是中国的特有植物。分布于中国大陆的云南等地，生长于海拔3,000米至4,200米的地区，多生长在山坡草地，目前尚未由人工引种栽培。